# Sevrier
Sévrier redirige ici.
Sevrier [səvʁije] — orthographié Sévrier jusqu'en 2017 —, est une commune française située dans le département de la Haute-Savoie, en région Auvergne-Rhône-Alpes.

## Géographie

### Situation

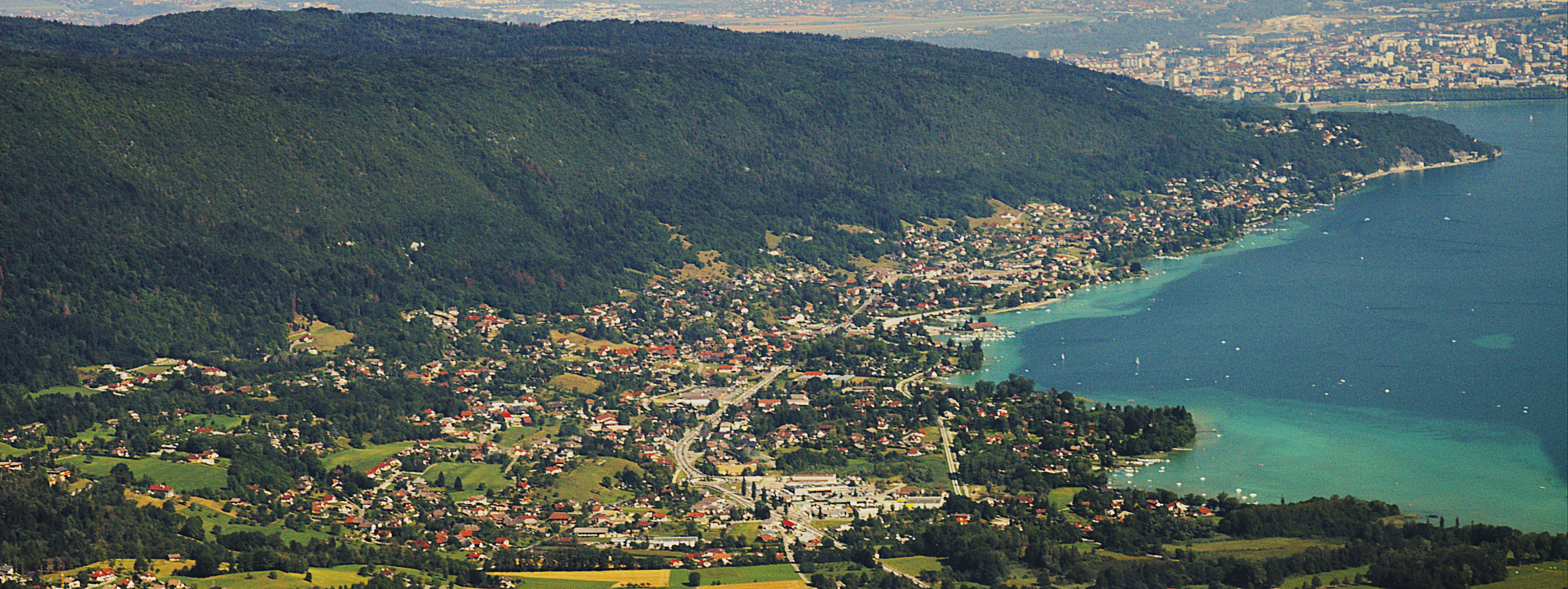
Vue de l'agglomération de Sevrier et Annecy en fond depuis le col de la Cochette.

Sevrier est une commune située dans le département français de la Haute-Savoie, au sud de sa préfecture Annecy, à l'ouest du lac d'Annecy et à l'est du massif du Semnoz dans le massif des Bauges. La majeure partie de ses 1 265 hectares (12,65 km2) de superficie dans ce massif lui vaut par ailleurs de faire partie des communes du parc naturel régional des Bauges dont elle est également considérée ville porte, car première commune des Bauges en arrivant d'Annecy et sa région.
Le centre et les divers hameaux de la commune sont établis sur une étroite bande de terre qui borde le lac et qui va en s'élargissant en descendant vers le sud. L'altitude minimale de Sevrier est celle du lac d'Annecy, soit 440 mètres. Le village se situe quelques mètres plus haut à 456 mètres, mais le point culminant de la commune se situe pour sa part au sommet du Semnoz à 1 287 mètres. Sevrier accuse de ce fait un dénivelé de plus de 800 mètres.
Sevrier possède à la fois des terrains agricoles ainsi qu'une forêt majoritairement composée de feuillus (les sapins ont été décimés par le Bostryche typographe). Côté hydrologie, la commune n'est traversée que par un court ruisseau, le ruisseau des Trois Fontaines, qui rejoint le lac non loin de la limite sud. En outre, un deuxième ruisseau, l'Aloua, ne traverse pas Sevrier mais en marque la limite avec la commune de Saint-Jorioz au sud. Comme le précédent, ce dernier se jette dans le lac d'Annecy, toujours à la limite entre les deux communes.

#### Communes limitrophes
La commune de Sevrier possède un total de cinq communes limitrophes, dont deux situées sur le versant opposé du lac d'Annecy à savoir Veyrier-du-Lac et Menthon-Saint-Bernard, toutes deux par ailleurs situées à l'ouest de Sevrier. Au sud/sud-est se trouve Saint-Jorioz, et Quintal au sud-ouest. Une courte limite d'environ un kilomètre est également partagée avec Seynod, commune déléguée d'Annecy (plus précisément Vieugy) entre Quintal et Annecy. Annecy dont la très longue limite s'étend de l’ouest jusqu'au nord de Sevrier (longeant la crête du Semnoz). À noter que la commune de Talloires-Montmin, située entre Menthon-Saint-Bernard et Saint-Jorioz possède un « point » commun sur le lac avec Sevrier.
| Annecy                    | Annecy       | Veyrier-du-Lac                                         |
| Annecy et Annecy (Seynod) | Sevrier      | Veyrier-du-Lac et Menthon-Saint-Bernard                |
| Quintal                   | Saint-Jorioz | Saint-Jorioz et Talloires-Montmin (par un quadripoint) |

#### Climat
Le climat y est de type montagnard. Le temps est assez chaud en été mais relativement doux en hiver en raison de la présence du lac, dont l'inertie thermique permet de réguler la température de l'air.

### Voies de communication et transports

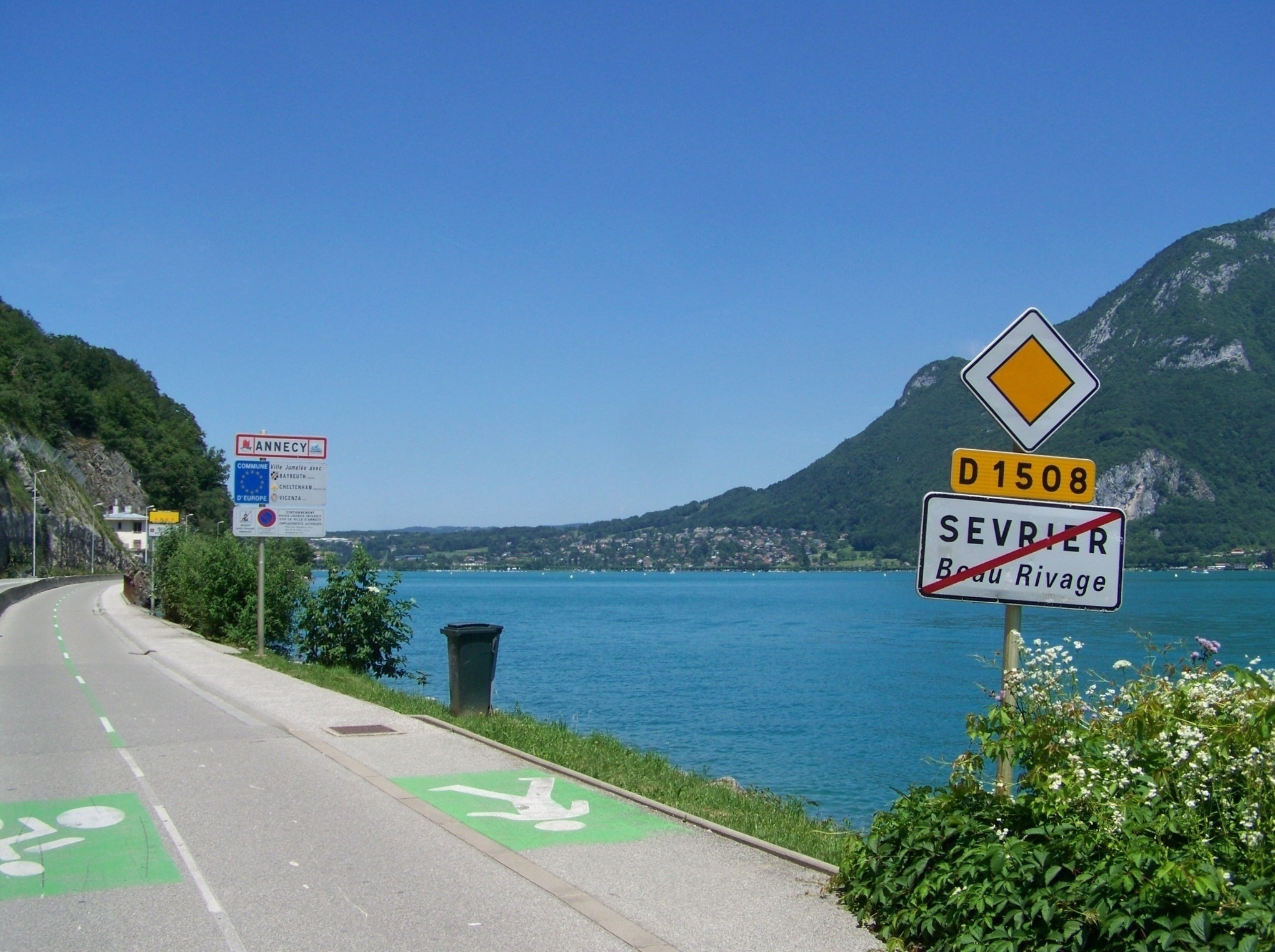
Vue de la RD 1508 et de la piste cyclable le long du lac d'Annecy à la sortie de Sevrier et à l'entrée d'Annecy.

#### Voies routières
La commune de Sevrier se situe sur l'axe Annecy - Albertville matérialisé par la route départementale RD 1508. Cette route constituant le seul axe direct du pays de Faverges à Annecy par la rive ouest du lac, la circulation y est généralement dense et beaucoup d'embouteillages se créent, notamment aux heures de pointe. Un projet de tunnel sous le Semnoz est par ailleurs à l'étude depuis vingt ans afin de tenter de résorber le trafic.
Niveau autoroutier, l'autoroute la plus proche est l'A41 Nord reliant Grenoble à Genève via Annecy. La sortie la plus proche est la sortie 16 Annecy Sud située à une dizaine de kilomètres et permettant de joindre notamment la Suisse, l'Italie par Chamonix et la vallée de l’Arve, Aix-les-Bains, Chambéry puis Lyon et Grenoble.

#### Transport ferroviaire
En 1895, les travaux de la future ligne d'Annecy à Albertville débutent. Son tracé permet une desserte du village de Sevrier, sur lequel une gare est construite, la gare de Sevrier, alors première gare du parcours. Après une suspension du trafic voyageurs en 1938, c'est au tour du trafic de marchandises d'être stoppé en 1966. La même année, la section de Saint-Jorioz à Annecy via Sevrier est neutralisée, avant d'être déclassée le 26 juillet 1969. Elle sera par la suite déférée et reconvertie en piste cyclable.
Sevrier n’est donc plus aujourd'hui traversée par une ligne de chemin de fer et ne possède en outre plus de gare ferroviaire. La ligne la plus proche est ainsi la ligne Aix-les-Bains - Annemasse et la gare la plus proche la gare d'Annecy située à une demi-douzaine de kilomètres du centre de Sevrier. Cette gare permet des liaisons directes vers Paris en TGV et quelques Corail de nuit, et vers Chambéry, Grenoble, Valence, Lyon, Évian et Saint-Gervais-les-Bains par TER Rhône-Alpes.

#### Transports en commun

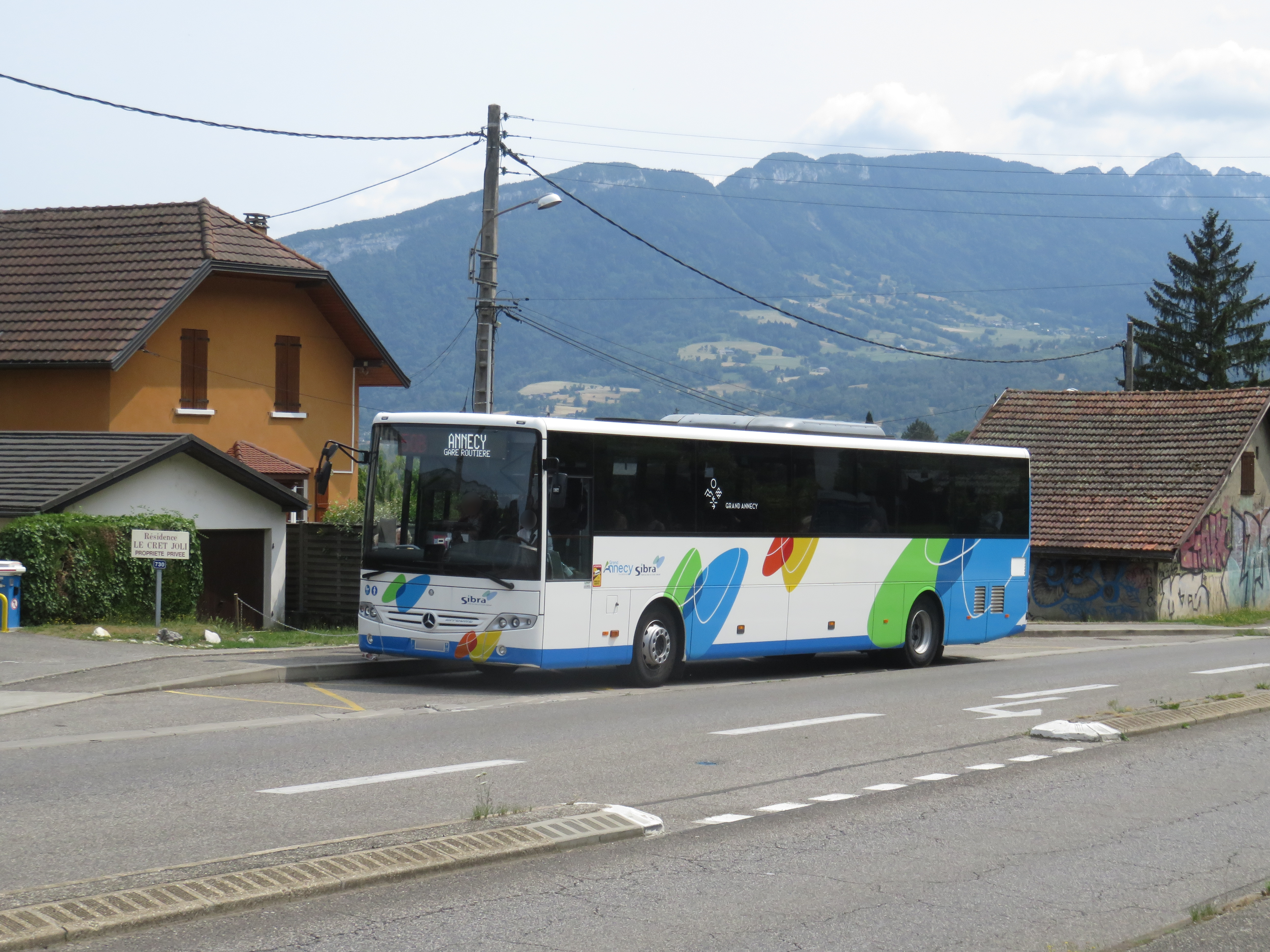
Un autocar du réseau Sibra assurant la ligne 50B à Sevrier en juin 2023.

La commune est desservie de longue date par le réseau interurbain départemental LIHSA, devenu Cars Région Haute-Savoie en novembre 2020. Actuellement, la commune est desservie par la ligne Y51, qui relie la gare d’Annecy à celle d’Albertville par la rive ouest du lac. Circulant tous les jours (dimanches et fériés inclus), elle traverse Sevrier du nord au sud par la Route d’Albertville, desservant 7 arrêts en chemin.
La commune est également desservie, depuis juin 2019, par le réseau Sibra. Cette desserte, d’abord assurée uniquement en période estivale avec la ligne des plages L1, devient annuelle en septembre 2021, lorsque le Grand Annecy récupère l’exploitation de la ligne 52 du réseau Cars Région. Elle est divisée en deux branches, numérotées 50A et 50B, avec la première qui double la Y51 sur la Route d’Albertville jusqu’à Duingt, et la seconde qui assure la desserte du quartier d’Épagny avant de partir vers Saint-Jorioz. Elles sont toutes les deux à destination de la gare d’Annecy, et sont assurées tous les jours (dimanches et fériés inclus). Depuis le 29 avril 2024, elles portent les numéros 15A et 15B et sont complétées, sur le reste du territoire communal, par le service de transport à la demande Sibra à la demande !.

#### Transport cyclable
Sevrier est traversée par la voie verte reliant Annecy à Ugine dans le département voisin de la Savoie. Longue de 35 kilomètres, elle est ensuite prolongée par une véloroute jusqu'à Albertville sur 10 km. La voie verte emprunte jusqu'à Ugine le tronçon de l'ancienne ligne ferroviaire d'Annecy à Albertville déférée à partir des années 1970. Elle est actuellement gérée par le syndicat mixte du lac d'Annecy (Syndicat mixte du lac d'Annecy SILA).

## Urbanisme

### Typologie
Au 1er janvier 2024, Sevrier est catégorisée ceinture urbaine, selon la nouvelle grille communale de densité à sept niveaux définie par l'Insee en 2022.
Elle appartient à l'unité urbaine d'Annecy, une agglomération intra-départementale regroupant quatorze  communes, dont elle est une commune de la banlieue,,. Par ailleurs la commune fait partie de l'aire d'attraction d'Annecy, dont elle est une commune de la couronne,. Cette aire, qui regroupe 79 communes, est catégorisée dans les aires de 200 000 à moins de 700 000 habitants,.
La commune, bordée par un plan d’eau intérieur d’une superficie supérieure à 1 000 hectares, le lac d'Annecy, est également une commune littorale au sens de la loi du 3 janvier 1986, dite loi littoral. Des dispositions spécifiques d’urbanisme s’y appliquent dès lors afin de préserver les espaces naturels, les sites, les paysages et l’équilibre écologique du littoral, tel le principe d'inconstructibilité, en dehors des espaces urbanisés, sur la bande littorale des 100 mètres, ou plus si le plan local d’urbanisme le prévoit.

### Occupation des sols
L'occupation des sols de la commune, telle qu'elle ressort de la base de données européenne d’occupation biophysique des sols Corine Land Cover (CLC), est marquée par l'importance des forêts et milieux semi-naturels (49,1 % en 2018), une proportion identique à celle de 1990 (49,1 %). La répartition détaillée en 2018 est la suivante : 
forêts (49,1 %), eaux continentales (30,6 %), zones urbanisées (17,9 %), zones industrielles ou commerciales et réseaux de communication (1,8 %), zones agricoles hétérogènes (0,6 %).
L'IGN met par ailleurs à disposition un outil en ligne permettant de comparer l’évolution dans le temps de l’occupation des sols de la commune (ou de territoires à des échelles différentes). Plusieurs époques sont accessibles sous forme de cartes ou photos aériennes : la carte de Cassini (XVIIIe siècle), la carte d'état-major (1820-1866) et la période actuelle (1950 à aujourd'hui).

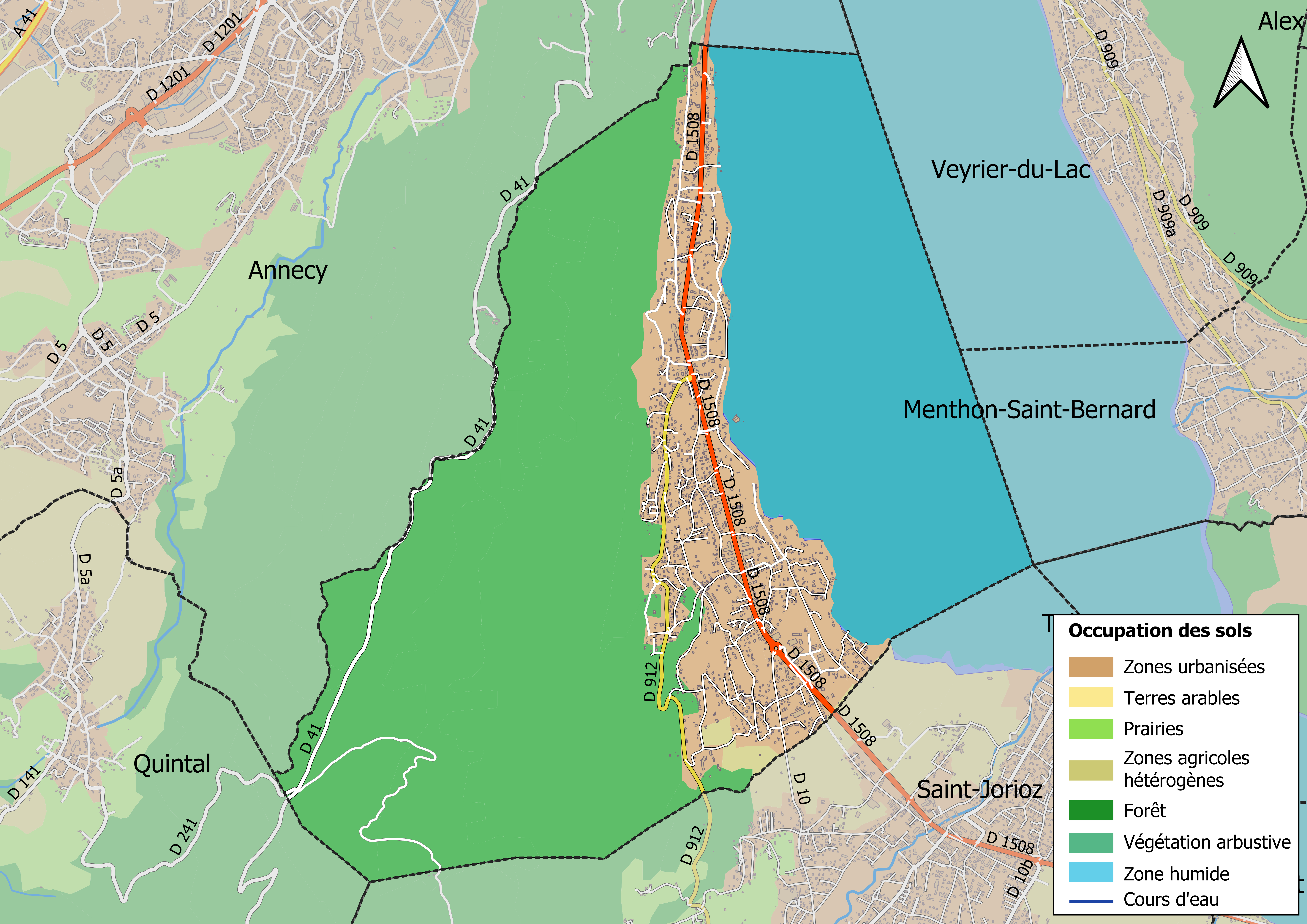
Carte des infrastructures et de l'occupation des sols en 2018 (CLC) de la commune.
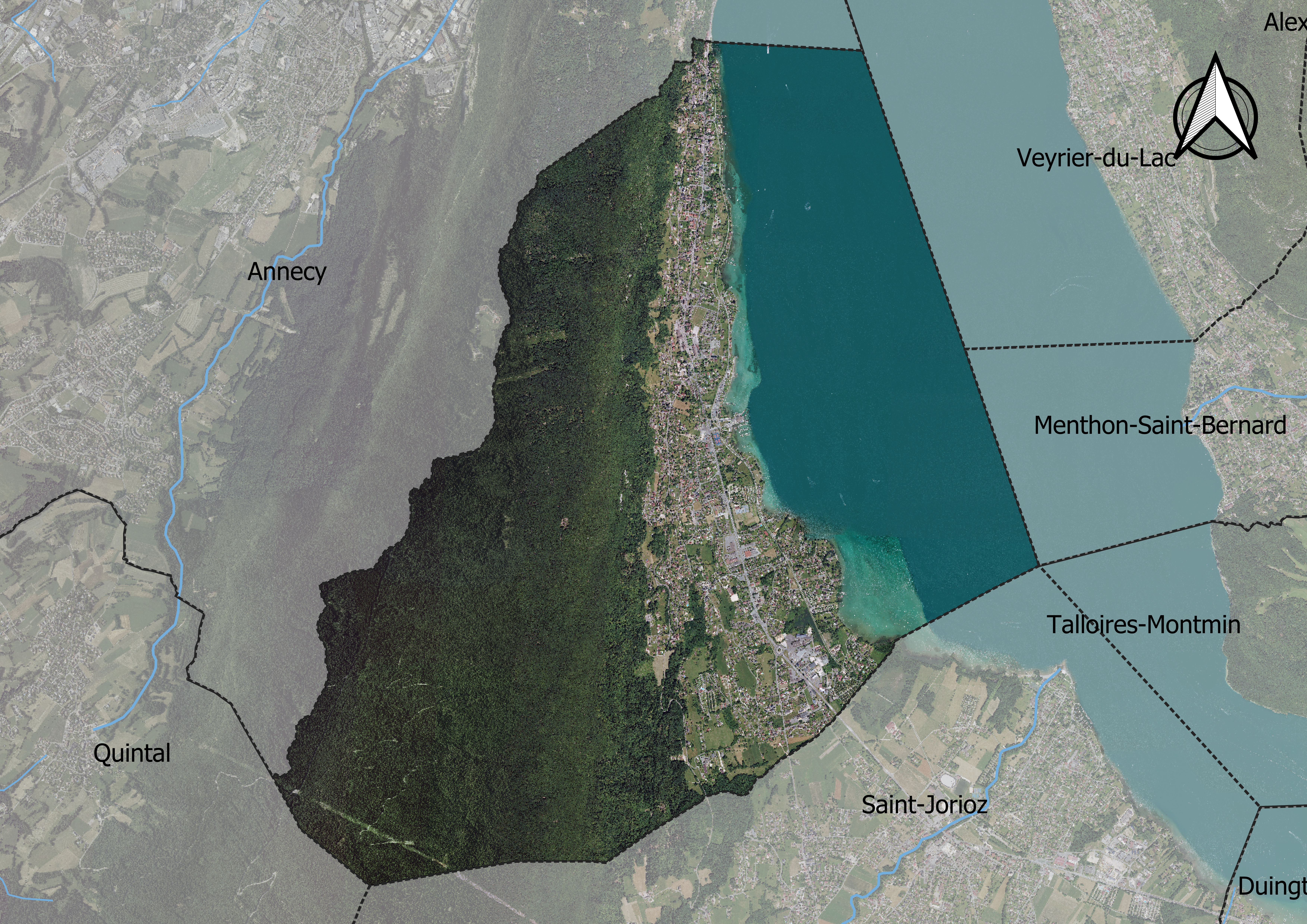
Carte orthophotogrammétrique de la commune.

### Morphologie urbaine

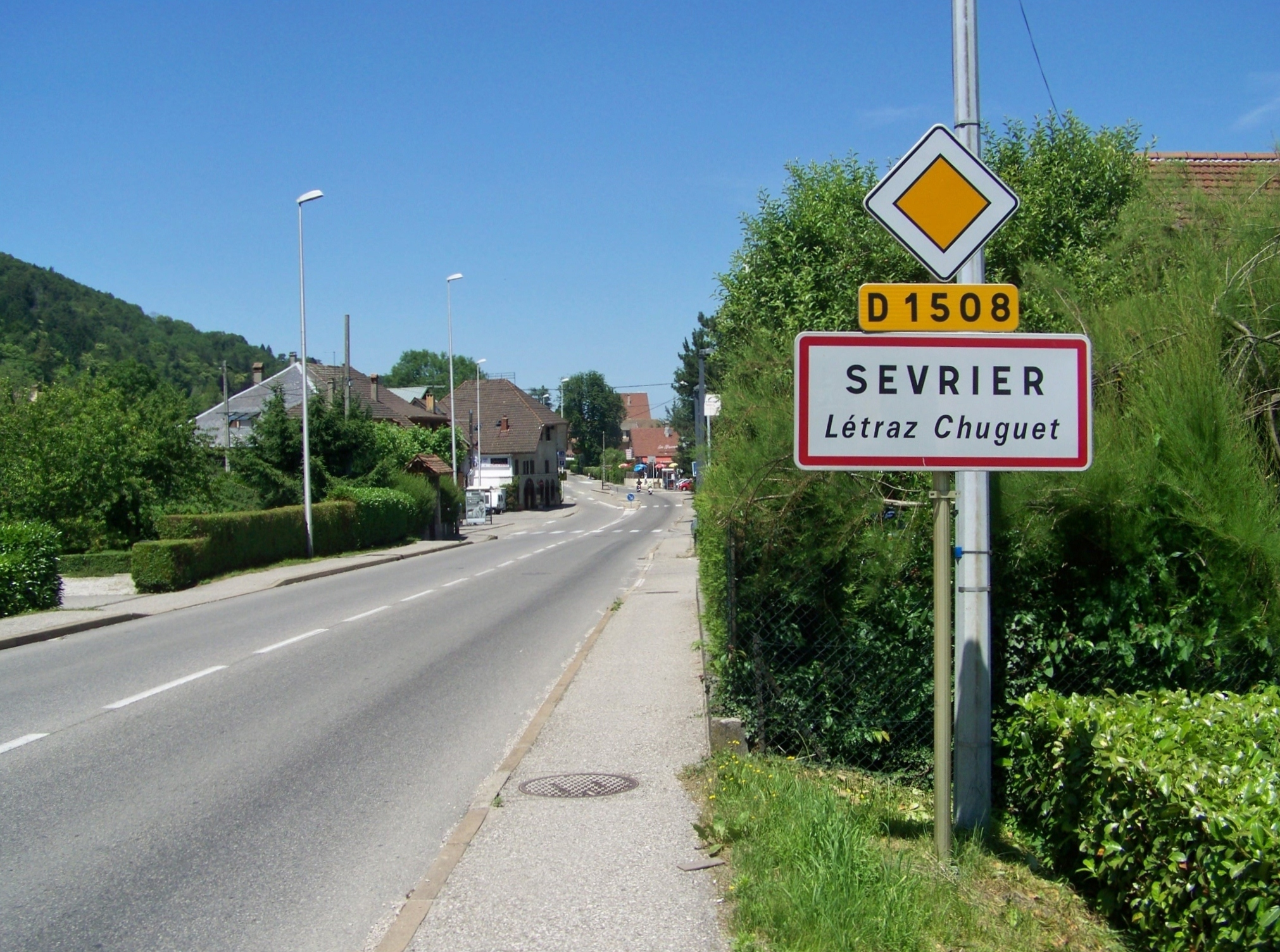
Entrée dans le hameau de Létraz Chuguet au nord du centre de Sevrier.

En plus du centre-ville, elle est composée de plusieurs hameaux que sont :
- Beau-Rivage ;
- Létraz ;
- Chuguet ;
- le Crêt ;
- le Brouillet ;
- la Planche ;
- Cessenaz ;
- le Clos ;
- les Choseaux ;
- Avellard ;
- la Combe.

## Toponymie
Le toponyme Sevrier a pris un accent selon le Code officiel géographique, bien que localement le nom de la commune s'écrive sans accent,. Cette graphie est rectifiée par arrêté du 7 février 2017.
La commune était connue des Romains sous le nom de Sevriacus. On sait également que le hameau de Létraz tire son nom d'une voie romaine, qui menait d'Annecy à Faverges  (Etraz latin stratum, mot désignant le pavage des routes).
Le lieu-dit Lancon se trouve sur le cartulaire de l'abbaye de Talloires de la fin du XIIe siècle-début du XIIIe siècle.
En francoprovençal, le nom de la commune s'écrit Sevrî, selon la graphie de Conflans.

## Histoire

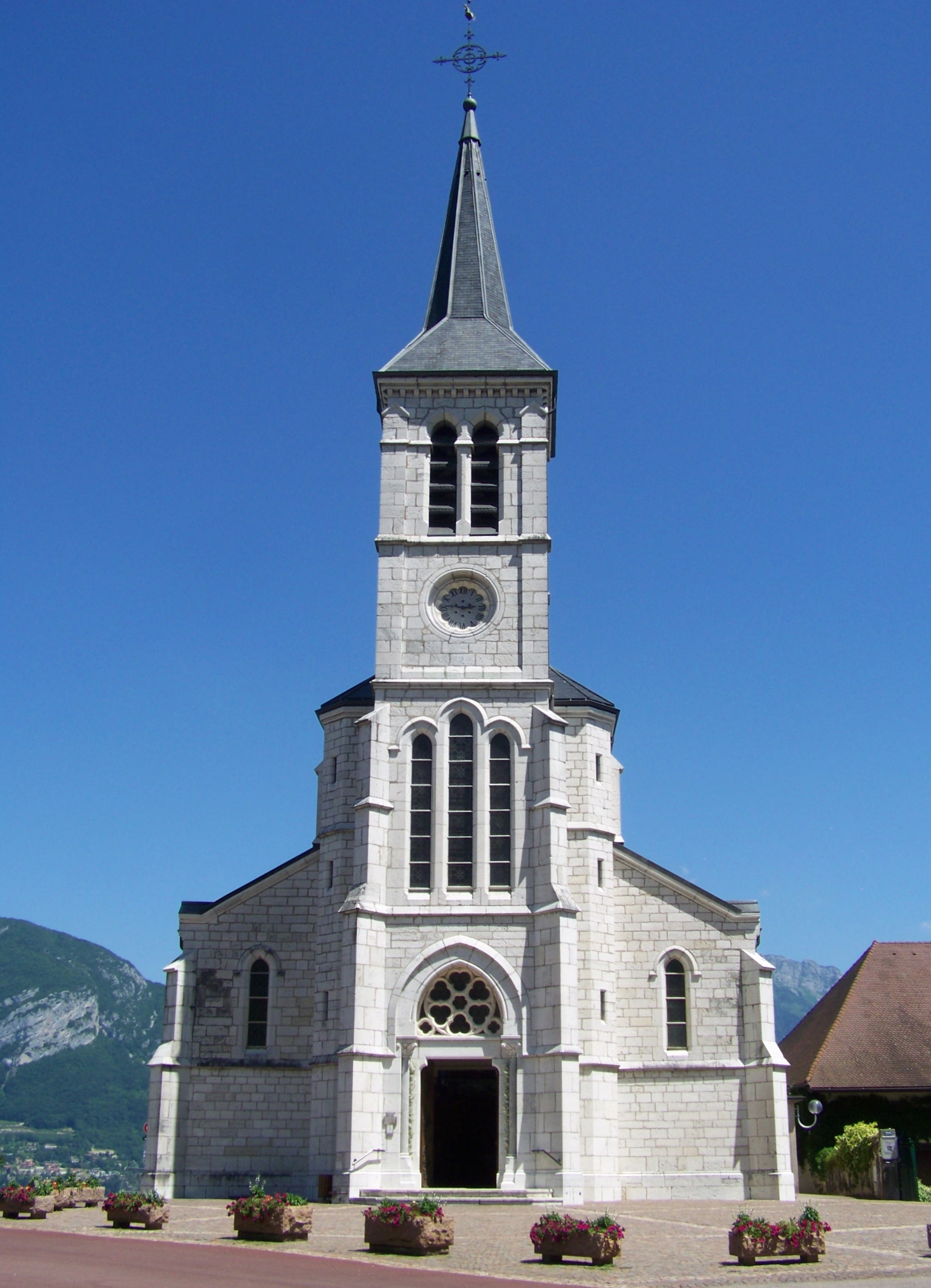
L'église de Sevrier, non loin du lac.

Deux stations palafittiques Néolithique moyen aux Choseaux (4330-4000 av. J.-C.) et aux Charrières sont attestées par de très nombreux pieux enfoncés dans la vase.
Une autre station recouvre le crêt de Chatillon à 800 m du rivage, îlot submergé occupé par un village de bronziers et de potiers entre 1050 et 800 av. J.-C. Vases en terre cuite, objets et outils de bronze et moules de bronzier en pierre témoignent de l'activité ; il y fut trouvé un four de potier démontable presque intact, le mieux conservé en Europe occidentale (voir au musée-château d'Annecy).
Sevrier était déjà connue sous l'ère gallo-romaine. Une voie romaine, qui menait d'Annecy à Faverges, la traversait à moins que cela ne soit une voie secondaire via le col de Leschaux rejoignant Saint-Pierre-d'Albigny. Ces suppositions reposent sur la découverte en 1816, d'une pierre milliaire (datée de 307) au lieu-dit Létraz.
L'église de Sevrier, qui se situe place de l'Église, date de 1877, elle a un style néo-gothique. Le prieuré est une construction qui touche l'église. La mairie qui servait aussi d'école a été construite en 1948.
Le prieuré, racheté par la commune, abrite au rez-de-chaussée la compagnie des Strapontins et la fédération mycologique et botanique Dauphiné-Savoie. Au premier étage, les salles accueillent des expositions de peinture ou de sculpture ainsi que diverses manifestations.
La fonderie de cloches Paccard, fondée en 1796, s'est installée à Sevrier en 1989. Chaque année, plusieurs centaines de cloches destinées au monde entier sortent des ateliers dont 70 % pour l'exportation. Depuis le début de l'entreprise, ce sont plus de 80 000 cloches qui ont été fondues. Sur la place de la Mairie se trouve une grosse boule de 39,64 tonnes, de trois mètres de diamètre. Ce bloc de granit de Combloux a été taillé dans la masse, par M. Tonetti, de 1965 à 1968.

## Politique et administration

### Situation administrative
La commune de Sevrier est attachée, selon le redécoupage cantonal de 2014, au canton d'Annecy-2. Elle appartenait auparavant au canton de Seynod.
Depuis le 1er janvier 2017  la commune de Sevrier est intégrée au Grand Annecy. Précédemment, la commune de Sevrier et les communes établies à l'ouest du lac (7 communes : La Chapelle-Saint-Maurice ; Duingt ; Entrevernes ; Leschaux ; Saint-Eustache ; Saint-Jorioz et Sevrier) appartenaient  la communauté de communes de la Rive Gauche du Lac d'Annecy (CCRGLA). Communément dénommée « rive gauche » parce que le lac se vide du sud vers le nord → Annecy),
Sevrier relève de l'arrondissement d'Annecy et de la deuxième circonscription de la Haute-Savoie.

### Tendances politiques et résultats

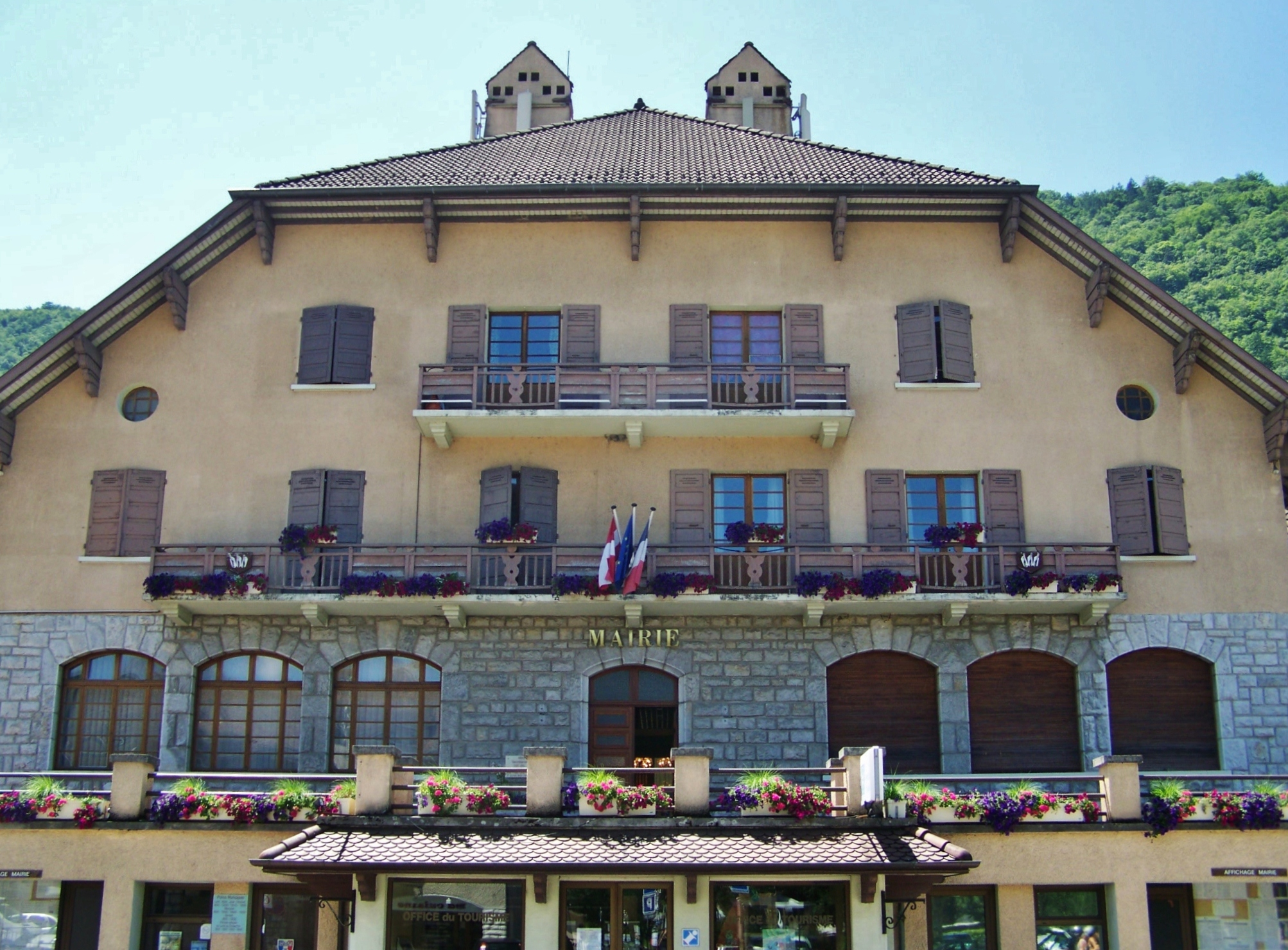
Bâtiment de la mairie de Sevrier, abritant également l'office de tourisme.

### Administration municipale
Depuis mars 2014, le conseil municipal de Sevrier est composé d'un maire et de 26 conseillers municipaux. Parmi ces conseillers municipaux, on dénombre 7 maires-adjoints et 4 conseillers délégués. L’élection de mars 2014 désigne aussi, pour la première fois, les conseillers communautaires. Ils sont au nombre de 6.

### Liste des maires
Depuis 1945, cinq maires se sont succédé :
| Période                                  | Période      | Identité                 | Étiquette    | Qualité |
| ---------------------------------------- | ------------ | ------------------------ | ------------ | --- |
| 1945                                     | mai 1953     | Joseph Hérisson          |              | |
| mai 1953                                 | 13 mars 1983 | Henri Gour (1918-2000)   |              | |
| 13 mars 1983                             | 16 mars 2008 | Pierre Hérisson (1945- ) | UDF puis UMP | Entrepreneur Sénateur de la Haute-Savoie (1995 → 2014) Suppléant de Bernard Bosson - Député de la 2e circonscription de la Haute-Savoie (1993 → 1995) Conseiller régional de Rhône-Alpes (1992 → 1998) Vice-président du conseil régional de Rhône-Alpes (1992 → 1998) |
| 16 mars 2008                             | 23 mai 2020  | Jacques Rey (1942- )     | DVD-UDI      | Retraité 2e vice-président (2008 → 2011) puis président de la CC de la rive gauche du lac d'Annecy (2011 → 2014) |
| 23 mai 2020                              | En cours     | Bruno Lyonnaz (1966- )   |              | Chef de service habitat et chargé de mission, ancien adjoint à l’urbanisme Vice-président du Grand Annecy (2020 → ) |
| Les données manquantes sont à compléter. |              |                          |              | |

### Instances judiciaires et administratives
La commune de Sevrier possède une police municipale. La commune de Saint-Jorioz, limitrophe vers le sud, possède sur son territoire la gendarmerie de la rive gauche.

### Jumelages
Au 20 décembre 2014, la commune de Sevrier est jumelée avec :
- Schluchsee (Allemagne) depuis 1990 ;
- Lac-Beauport (Canada) depuis 1989 : pacte d'amitié, en partenariat avec  Le Grand-Bornand (France)[32] ;
- Iacobesti (Roumanie) depuis 1991.

Il y a aussi un partenariat avec :
- Le Guilvinec (France) depuis 2004.
- Le grand Bornand  France

## Population et société

### Démographie
Ses habitants sont appelés les Sevriolains.
L'évolution du nombre d'habitants est connue à travers les recensements de la population effectués dans la commune depuis 1793. Pour les communes de moins de 10 000 habitants, une enquête de recensement portant sur toute la population est réalisée tous les cinq ans, les populations de référence des années intermédiaires étant quant à elles estimées par interpolation ou extrapolation. Pour la commune, le premier recensement exhaustif entrant dans le cadre du nouveau dispositif a été réalisé en 2004.

En 2022, la commune comptait 4 324 habitants, en évolution de +2,59 % par rapport à 2016 (Haute-Savoie : +6,01 %, France hors Mayotte : +2,11 %).
| 1793 | 1800 | 1806 | 1822 | 1838 | 1848 | 1858 | 1861 | 1866 |
| ---- | ---- | ---- | ---- | ---- | ---- | ---- | ---- | ---- |
| 618  | 585  | 624  | 621  | 716  | 778  | 687  | 654  | 694  |

| 1872 | 1876 | 1881 | 1886 | 1891 | 1896 | 1901 | 1906 | 1911 |
| ---- | ---- | ---- | ---- | ---- | ---- | ---- | ---- | ---- |
| 692  | 691  | 638  | 596  | 561  | 690  | 534  | 532  | 502  |

| 1921 | 1926 | 1931 | 1936 | 1946 | 1954 | 1962  | 1968  | 1975  |
| ---- | ---- | ---- | ---- | ---- | ---- | ----- | ----- | ----- |
| 505  | 504  | 511  | 541  | 700  | 996  | 1 384 | 1 790 | 2 163 |

| 1982  | 1990  | 1999  | 2004  | 2006  | 2009  | 2014  | 2019  | 2022  |
| ----- | ----- | ----- | ----- | ----- | ----- | ----- | ----- | ----- |
| 2 465 | 2 980 | 3 421 | 3 905 | 3 922 | 3 835 | 4 163 | 4 139 | 4 324 |

### Enseignement
Il y a deux établissements sur la commune :
- l'école maternelle et élémentaire : groupe scolaire Henri-Gour ;
- le lycée Les Roselières de Sevrier : lycée Les Roselières, au sein de L'ISETA, Institut des sciences de l'environnement et des territoires d'Annecy.

De la 4e au bac professionnel, le lycée professionnel rural privé Les Roselières propose un parcours de formation dans le secteur des services à la personne, de l’animation, de la vente et de l’animation du territoire.

### Manifestations culturelles et festivités
Depuis le 01/01/2009, Sevrier possède un comité des fêtes, nommé « Sévrier en Fête ». Précédemment, l'animation était confiée à l'office de tourisme de la rive gauche du lac d'Annecy (association intercommunale).
Depuis 2013, l’association Sevrier Bande Dessinée organise un salon de la BD appelé « SevrierBD » :
- parrain de l'édition 2013 : ZEP ;
- invité d'honneur 2014 : Jean-Pierre Gibrat ;
- invité d'honneur 2015 : Janry.

### Santé
La commune possède :
- 3 médecins ;
- 2 kinésithérapeutes ;
- 1 pharmacie ;
- 1 dentiste ;
- 3 cabinets d'infirmières ;
- 3 orthophonistes.

### Sports et loisirs
Les Sevriolains profitent toute l'année de la plage avec une petite aire de jeux. Elle est accessible à pied en contrebas de l'église, où, en voiture en empruntant la route du port ou a été rénové un grand parking payant, l'accès de la plage est gratuit et surveillé en été (juillet - août). Il y a une belle promenade pédestre avec panorama parmi des espaces verts à découvrir en famille. Un grand projet d'installation d'aire de jeux pour les enfants va bientôt avoir lieu sur le terrain de football. Il y a un petit « skate park » à l'entrée du parking de la plage (face au tennis).
La commune a obtenu le label France station nautique en décembre 2013 lors du salon nautique de Paris 2013.
Les sports d'eau pratiqués sur la commune :
- aviron ;
- voile ;
- canoë-kayak ;
- plongée ;
- ski nautique.

La plage a été complètement rénovée en 2010, inauguration le 01/07/2010. Elle possède un restaurant.
Le port a été complètement aménagé en 2012/2013, inauguration le 06/04/2013.

### Médias
TV8 Mont-Blanc est installée sur la commune. Cette TV locale émet en Savoie depuis la zone des « Grands Prés ».
La commune est couverte par des antennes locales de radios dont France Bleu Pays de Savoie, ODS Radio, Radio Semnoz... La presse écrite locale est représentée par des titres comme Le Dauphiné libéré, L'Essor savoyard, Le Messager - édition Genevois, le Courrier savoyard.

## Économie

### Entreprises de l'agglomération
- Fonderie Paccard

### Commerces
Divers commerces le long de la RD 1508, deux zones commerciales existent au sud de la commune :
- PAC Les Grands Vignobles : 
  - Centre de tri de la poste,
  - Crédit Mutuel,
  - Clinique vétérinaire,
  - France Turbo ;
- PAE Sevrier :
  - Fonderie Paccard,
  - Restaurant Pic à Braise,
  - Carrefour Market du groupe Provencia,
  - Concessionnaire Renault.

## Culture locale et patrimoine

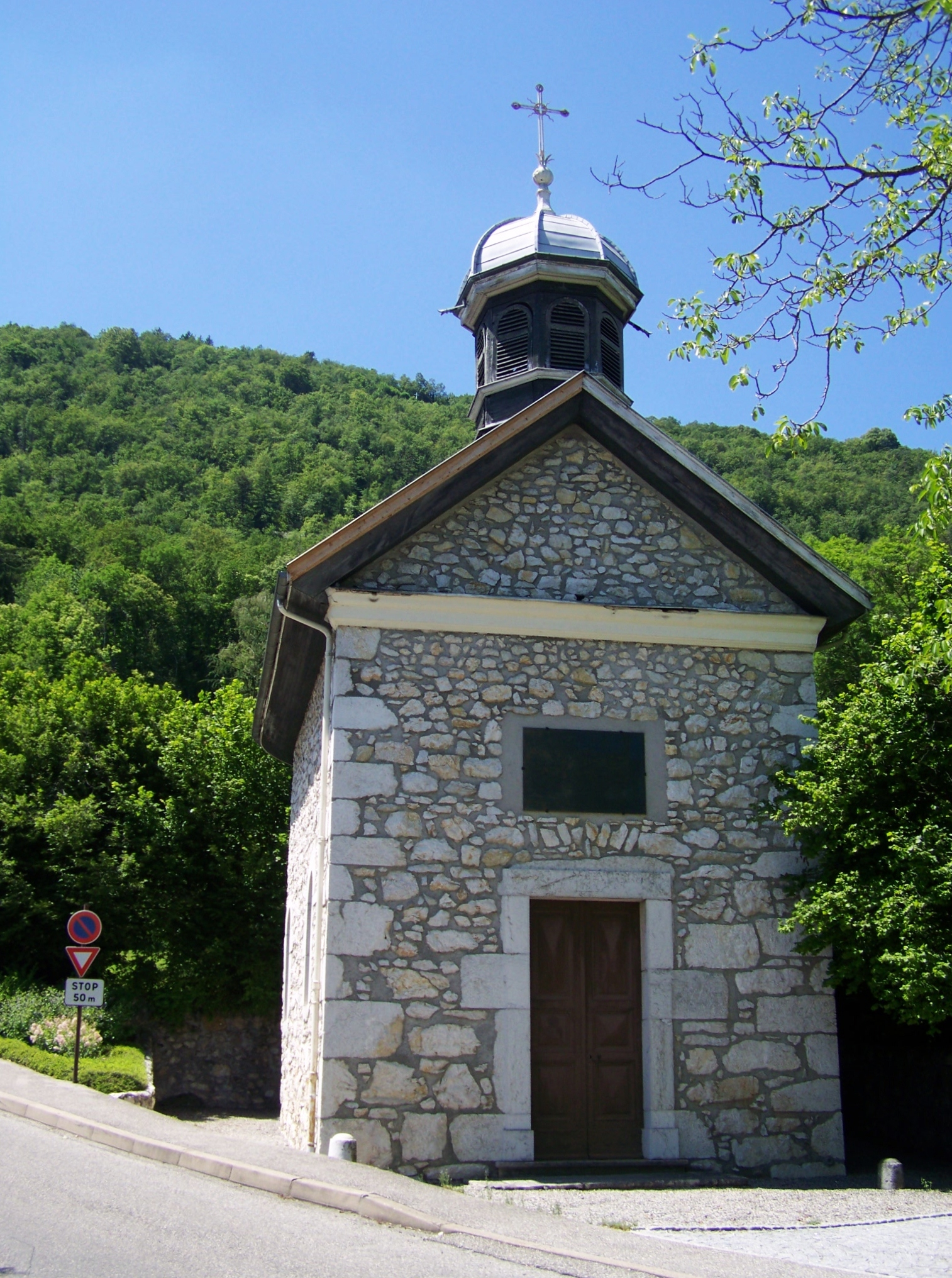
La chapelle de Létraz (1837).

### Lieux et monuments
- Église Saint-Blaise, de style néogothique, construite en 1876 selon les plans de l'architecte Mauriennais autodidacte Théodore Fivel (1828-1894) et consacrée en 1881[37].
- Chapelle Saint-Tremeur, style gothique de la fin du XVe siècle, classée à l’Inventaire supplémentaire des monuments historiques (ISMH), cloche de 80 kg installée en juillet 2010.
- Chapelle de Létraz (1837).

### Espaces verts et fleurissement
- La plage.
- Le port.
- La promenade des Seines.
- Chemin piétonnier au bord de l'eau du stade de ski nautique à la promenade des Seines : promenade des Borenges.

En 2014, la commune de Sevrier bénéficie du label « ville fleurie » avec « deux fleurs » attribuées par le Conseil national des villes et villages fleuris de France au concours des villes et villages fleuris.

### Patrimoine culturel
- Musée de la cloche : exposition d'outils, de cloches et de photos retraçant l'histoire de la fonderie Paccard.
- Écomusée du lac d'Annecy : un voyage insolite dans les Alpes savoyardes du XIXe, site.

### Personnalités liées à la commune
- Marcel Fivel-Démoret (1918-2008 à Sévrier), instituteur, résistant, journaliste, fondateur du journal L'Essor savoyard.
- Le sénateur Pierre Hérisson (né en 1945 à Annecy), sénateur, maire de la commune pendant 25 ans.
- L'acteur de théâtre et de cinéma André Dussollier (né en 1946 à Annecy), possède une maison à Sevrier.
- L'ancien footballeur professionnel Pierre Gabzdyl, résident (né en 1969 à Villefranche-sur-Saône), entraîneur de l'équipe de football du « Lac Bleu ».
- Clémentine Lucine, résidente, née en 1989 à Annecy, championne du monde de figures et combiné 2007 et record du monde de figures avec 8 840 pts en 2008 en ski nautique.

### Héraldique
| Armes de Sevrier | Les armes de Sevrier se blasonnent ainsi : D'argent à une bande ondée de gueules, accompagnée en chef d'un sapin de sinople et en pointe d'un besant de sable, et une cotice d'or ondée brochant sur le trait dextre de la bande. |